# Стэнфилд, Фрэнк
Фрэнк Стэнфилд (англ. Frank Stanfield; 24 апреля 1872, Труро (Новая Шотландия), Канада — 25 сентября 1931, Галифакс (Новая Шотландия)) — канадский политический, государственный и общественный деятель, предприниматель.
В 1896 году вместе со своим братом Фрэнком после смерти отца, стал управлять фабриками по производству одежды; в 1906 году текстильная компания была зарегистрирована как Stanfield’s Limited. Компания производила «неусадочное» нательное бельё, разработанное в 1898 году, ставшее популярным среди золотоискателей на Юконе. Stanfield’s Limited значительно расширилась и стала одним из крупнейших производителей шерстяных изделий в Канаде.
Консерватор. С 1911 по 1920 год и с 1925 по 1928 год — депутат одной из Палат Генеральной Ассамблеи Новой Шотландии.
С 1930 по 1931 год — 15-й Лейтенант-губернатор Новой Шотландии.
Страдал от диабета. Умер во сне от сердечного приступа.
Его сын — Роберт Стэнфилд, 7-й премьер-министр Новой Шотландии и лидер Прогрессивной консервативной партии Канады.